# Маній Отацилій Красс
Ма́ній Отаци́лій Красс (лат. Manius Otacilius Crassus; ? — 246 до н. е.) — політичний та військовий діяч Римської республіки часів Першої Пунічної війни, консул 263 та 246 років до н. е.

## Життєпис
Родина його походила з Беневента. Він народився або там, або у Римі. Точне місце невідоме. Його рід Отациліїв підтримував партію Фабіїв, яка протистояла Корнеліям. Маній Отацилій був homo novus Він перший з роду став консулом у січні 263 року до н. е. Тоді вже почалася Пунічна війна.
Отацилій разом із своїм товаришем по консулату Манієм Валерієм Максимом Корвіном висадилися під Мессалою на Сицилії. У римлян було 4 легіони, з якими вони завдали нищівної поразки об'єднаним військам Карфагена та Сіракуз. Після цього вони оволоділи більшою частиною острова. Напевне Маній Отацилій був менш успішний у цій військовій компанії, тому римський сенат відзначив тільки Манія Валерія, надавши тому прізвисько Мессала (від назви міста, де римляни розбили супротивників).
Після цього мало відомостей про дії Манія Отацилія. Але у 246 році до н. е. він знову став консулом разом з Марком Фабієм Ліцином. У його виборах відіграла підтримка впливового роду Фабіїв. З армією консули висадилися на Сицилії, де повели дії проти карфагенського військовика Гамількара Барки. Війна в цілому була позиційною. Проте Барці вдалося завдати незначної поразки римлянам під Панормом. Під час цього зіткнення Маній Отацилій загинув, але карфагенянам не вдалося змінити військову ситуацію на Сицилії.